# Eleccions presidencials franceses de 2017
Les eleccions presidencials franceses de 2017 es van celebrar els diumenges 23 d'abril en primera volta i el 7 de maig en segona volta. Emmanuel Macron en va sortir elegit president de la República Francesa, per un mandat de cinc anys.
Dilluns 20 de març, per primera vegada, va hi haver un debat televisiu a cinc —entre Fillon, Hamon, Le Pen, Macron i Mélenchon— abans de la primera volta.

## Sistema electoral
El president de la República Francesa s'elegeix per sufragi universal directe, per a un mandat de cinc anys, mitjançant l'escrutini uninominal majoritari amb segona volta.
Si no hi ha cap candidat que aconsegueixi la majoria absoluta dels vots en la primera volta, se celebra una segona volta 14 dies després en què només es poden presentar els dos candidats que han obtingut més vots en la primera volta.
Cada candidat ha de complir les condicions següents:
- Tenir la nacionalitat francesa i no estar privat dels seus drets civils pel que fa a l'eligibilitat
- Tenir un mínim de 18 anys
- Estar inscrit en una llista electoral
- Haver redactat una declaració de situació patrimonial
- Tenir un compte bancari de campanya
- Recollir 500 avals de diputats o d'electes locals, que han de venir de, com a mínim, 30 departaments o col·lectivitats d'ultramar.

## Candidats
El 18 de març, el Consell Constitucional publicà onze candidatures presidencials admeses, cadascuna amb l'apadrinament d'un mínim de cinc-cents càrrecs electes. En quedaren fora el tahitià Oscar Temaru, que volia fer de l'elecció un referèndum d'independència de la Polinèsia Francesa, i el bretó Christian Troadec, que pretenia «descolonitzar-la».
| Candidat i partit polític                          | Candidat i partit polític | Candidat i partit polític | Càrrec(s) polític(s)                                                                                              | Eslògan de campanya                                                                    | Detalls |
| -------------------------------------------------- | ------------------------- | ------------------------- | --- | -------------------------------------------------------------------------------------- | --- |
| Nicolas Dupont-Aignan Debout la France (DLF)       | Nicolas Dupont-Aignan     |                           | President de Debout la France (des del 2008) Diputat per l'Essonne (des del 1997) Alclde de Yerres (des del 1995) | Debout la France ! (França dempeus!)                                                   | Exmembre d'Reagrupament per la República (RPR), Reagrupament per França (RPF) i Unió per a un Moviment Popular (UPM), que va abandonar per fundar el partit Debout la France el 2014. S'havia presentat prèviament com a candidat a les eleccions del 2012, on va obtenir l'1,79% dels vots en la primera volta. |
| Marine Le Pen Front Nacional (FN)                  | Marine Le Pen             |                           | Presidenta del Front Nacional (des del 2011) Diputada europea (des del 2004)                                      | Remettre la France en ordre (Tornar a posar França en ordre)                           | Presidenta del Front Nacional des del 2011, ja va ser candidata el 2012, cita en què va quedar tercera. Després de la forta progressió de l'FN a les votacions del 2014 i 2015, els observadors la consideraven en bona posició per tenir un resultat important a l'elecció presidencial del 2017. Es va declarar candidata el 8 de febrer del 2016. |
| Emmanuel Macron En marche! (EM)                    | Emmanuel Macron           |                           | Líder d'En marche! (des del 2016) Ministre d'Economia, Indústria i Noves Tecnologies (2014-2016)                  | La France doit être une chance pour tous (França ha de ser una oportunitat per a tots) | Ministre d'Economia en el govern de François Hollande l'agost del 2014. Va guanyar popularitat, i l'abril va crear el seu propi moviment polític, que volia ser transversal. Va sortir del govern a l'agost, abans de publicar el seu llibre Révolution i de presentar-se com a candidat el 16 de novembre, amb la particularitat que no s'havia presentat mai a cap elecció. Entre el febrer i l'abril del 2017 va aconseguir el suport del centrista François Bayrou, el ministre de Defensa Jean-Yves Le Drian i els ex-primers ministres Manuel Valls i Dominique de Villepin. |
| Benoît Hamon Partit Socialista (PS)                | Benoît Hamon              |                           | Diputat per Yvelines (2012 i des del 2014)                                                                        | Faire battre le cœur de la France (Fer bategar el cor de França)                       | Exministre del govern de François Hollande, del qual rebutjava el posicionament social-liberal, va anunciar la seva candidatura el 16 d'agost del 2016. El 29 de gener del 2017 va guanyar les primàries del seu partit. |
| Nathalie Arthaud Lluita Obrera (LO)                | Nathalie Arthaud          |                           | Portaveu de Lluita Obrera (des del 2008)                                                                          | Faire entendre le camp des travailleurs (Fer sentir la veu dels treballadors)          | Ja candidata el 2012, va ser proclamada pel seu partit el 14 de març del 2016 per representar per segona vegada Lluita Obrera a les presidencials. |
| Philippe Poutou Nou Partit Anticapitalista (NPA)   | Philippe Poutou           |                           | Militant de l'NPA (des del 2009)                                                                                  | Nos vies, pas leurs profits ! (Les nostres vides no són el seu benefici!)              | Malgrat la ruptura, el 2014, amb la direcció de l'NPA, partit que havia representat el 2012, el van designar com a candiat el 20 de març del 2016. |
| Jacques Cheminade Solidaritat i progrés (S&P)      |                           |                           | President de Solidaritat i progrés (des del 1996)                                                                 | Se libérer de l'occupation financière (Deslliurar-se de l'ocupació financera)          | Candidat en les cites del 1995 i del 2012, va anunciar la candidatura el 4 d'abril del 2016. |
| Jean Lassalle Résistons!                           | Jean Lassalle             |                           | Diputat pels Pirineus Atlàntics (des del 2002) Alcalde de Lourdios-Ichère (des del 1977)                          | Le temps est venu. (Ha arribat el moment)                                              | Exmembre del Moviment Demòcrata, es considera un "defensor dels territoris rurals i un ecologista humanista". Va esdevenir famós arran d'una vaga de fam de 39 dies, com a protesta pel trasllat d'una fàbrica de Total, S. A. |
| Jean-Luc Mélenchon França Insubmisa (FI)           | Jean-Luc Mélenchon        |                           | Diputat europeu (des del 2009)                                                                                    | La force du peuple (La força del poble)                                                | Va denunciar la "deriva liberal" del Partit Socialista, que va abandonar el 2008 per fundar el Partit d'Esquerra. Va presentar-se a les presidencials del 2012 amb el suport del Partit Comunista Francès, i va obtenir l'11,10% dels vots. |
| François Asselineau Unió Popular Republicana (UPR) | François Asselineau       |                           | President de la UPR (des del 2007)                                                                                | Un choix historique (Una elecció històrica)                                            | Sobiranista. Va fundar la Unió Popular Republicana el 2007 i és partidari de la sortida de França de la Unió Europea. Denuncia "imperialisme americà" i proposa abandonar l'OTAN. |
| François Fillon Els Republicans (LR)               | François Fillon           |                           | Diputat per París (des del 2012)                                                                                  | Une volonté pour la France (Una voluntat per a França)                                 | El gener del 2017, la seva campanya va fer un tomb quan es van publicar informacions sobre feines fictícies de familiars seus, com la seva dona. Les investigacions del cas van començar el 15 de maig; tanmateix, Fillon va tirar endavant la seva candidatura. |

## Resultats
Emmanuel Macron i Marine Le Pen van ser els candidats que van passar a la segona volta, en no aconseguir cap dels dos la majoria absoluta en la primera votació. Emmanuel Macron fou elegit President de la República Francesa el 7 de maig de 2017 després de guanyar en la segona volta.
| |                                              | Primera volta 23 abril 2017   | Primera volta 23 abril 2017 | Segona volta 7 maig 2017      | Segona volta 7 maig 2017 |         |
| colspan=2 | align=center \|Total                         | % dels inscrits               | Total                       | % dels inscrits               |                          |         |
| Inscrits | Inscrits                                     | 47.582.183                    | 100                         | 47.448.929                    | 100                      |         |
| Abstencions | Abstencions                                  | 10.578.455                    | 22,23                       | 12.041.313                    | 25,38%                   |         |
| Votants | Votants                                      | 37.003.728                    | 77,77                       | 35.407.616                    | 74,62 %                  |         |
| colspan=2 | align=center                                 | align=center \|% dels votants | align=center                | align=center \|% dels votants |                          |         |
| Vots en blanc | Vots en blanc                                | 659.997                       | 1,78                        | 3.006.106                     | 8,49 %                   |         |
| Vots nuls | Vots nuls                                    | 289.337                       | 0,77                        | 1.060.696                     | 3,00 %                   |         |
| Vots emesos | Vots emesos                                  | 36.054.394                    | 97,45                       | 31.340.814                    | 88,51 %                  |         |
| |                                              |                               |                             |                               |                          |         |
| Candidat Partit polític                                                                                           | Candidat Partit polític                      | Vots                          | %                           | Vots                          | %                        |         |
| style="background-color:#FFE25A"                                                                                  | Emmanuel Macron En marche!                   | 8.656.346                     | 24,01 %                     | 20.703.694                    | 66,06 %                  |         |
| style="background-color:#0d378a"                                                                                  |                                              | Marine Le Pen Front Nacional  | 7.678.491                   | 21,30 %                       | 10.637.120               | 33,94 % |
| style="background-color:#0047AB"                                                                                  | François Fillon Els Republicans              | 7.212.995                     | 20,01 %                     |                               |                          |         |
| style="background-color:#cc2443"                                                                                  | Jean-Luc Mélenchon França Insubmisa          | 7.059.951                     | 19,58 %                     |                               |                          |         |
| style="background-color:#E75480"                                                                                  | Benoît Hamon Partit Socialista               | 2.291.288                     | 6,36 %                      |                               |                          |         |
| style="background-color:#8040C0"                                                                                  | Nicolas Dupont-Aignan Debout la France       | 1.695.000                     | 4,70 %                      |                               |                          |         |
| style="background-color:#FFA54C;"                                                                                 | Jean Lassalle Résistons!                     | 435.301                       | 1,21 %                      |                               |                          |         |
| style="background-color:#C41E3A"                                                                                  | Philippe Poutou Nou Partit Anticapitalista   | 394.505                       | 1,09 %                      |                               |                          |         |
| style="background-color:#0b7d86"                                                                                  | François Asselineau Unió Popular Republicana | 332.547                       | 0,92 %                      |                               |                          |         |
| style="background-color:#960018"                                                                                  | Nathalie Arthaud Lluita Obrera               | 232.384                       | 0,64 %                      |                               |                          |         |
| style="background-color:#808080"                                                                                  | Jacques Cheminade Solidaritat i progrés      | 65.586                        | 0,18 %                      |                               |                          |         |
| Fonts: Consell Constitucional: Élection présidentielle 2017 Ministeri de l'Interior: Election présidentielle 2017 |                                              |                               |                             |                               |                          |         |

## Galeria d'imatges

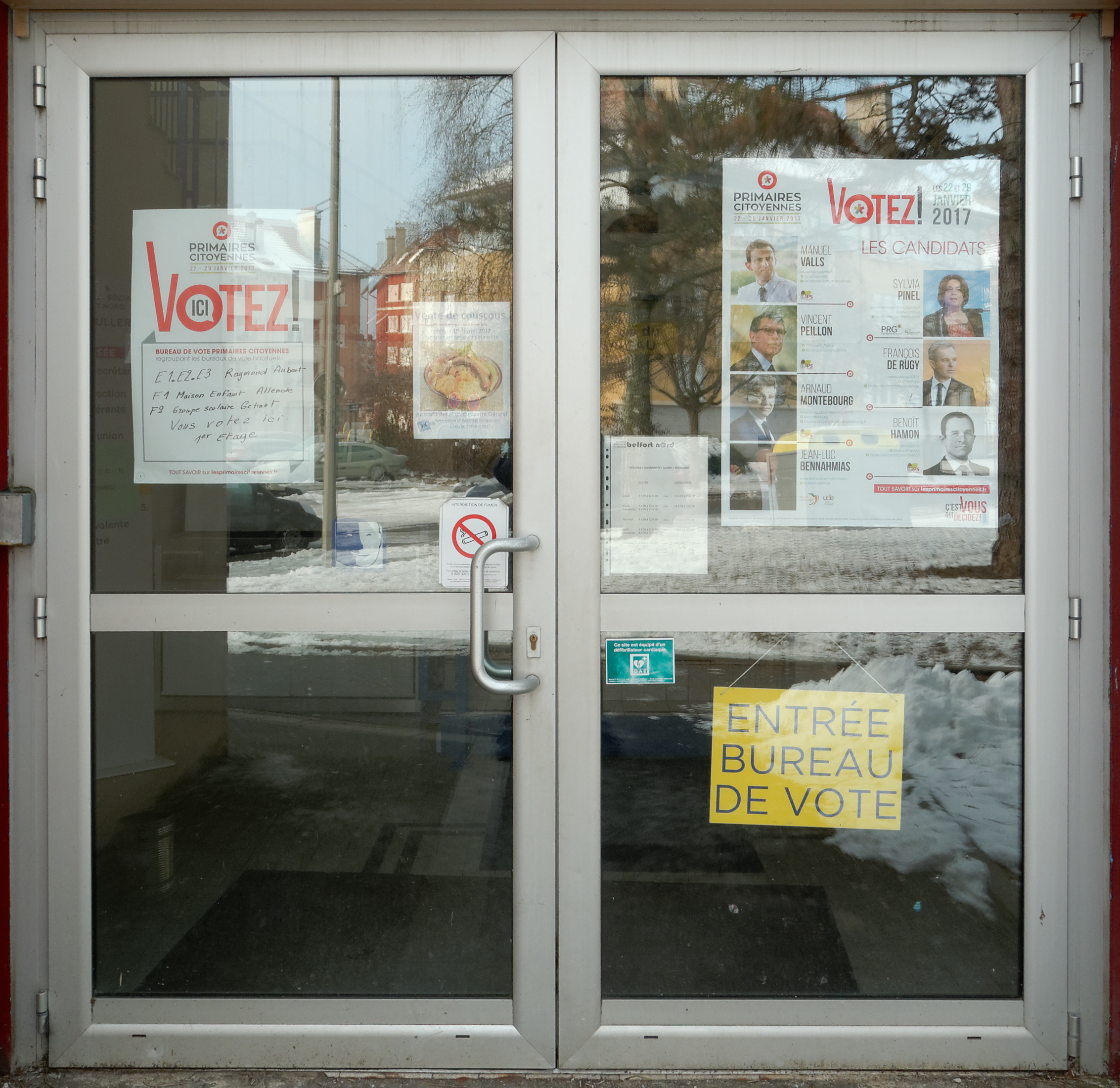
Primàries del PS
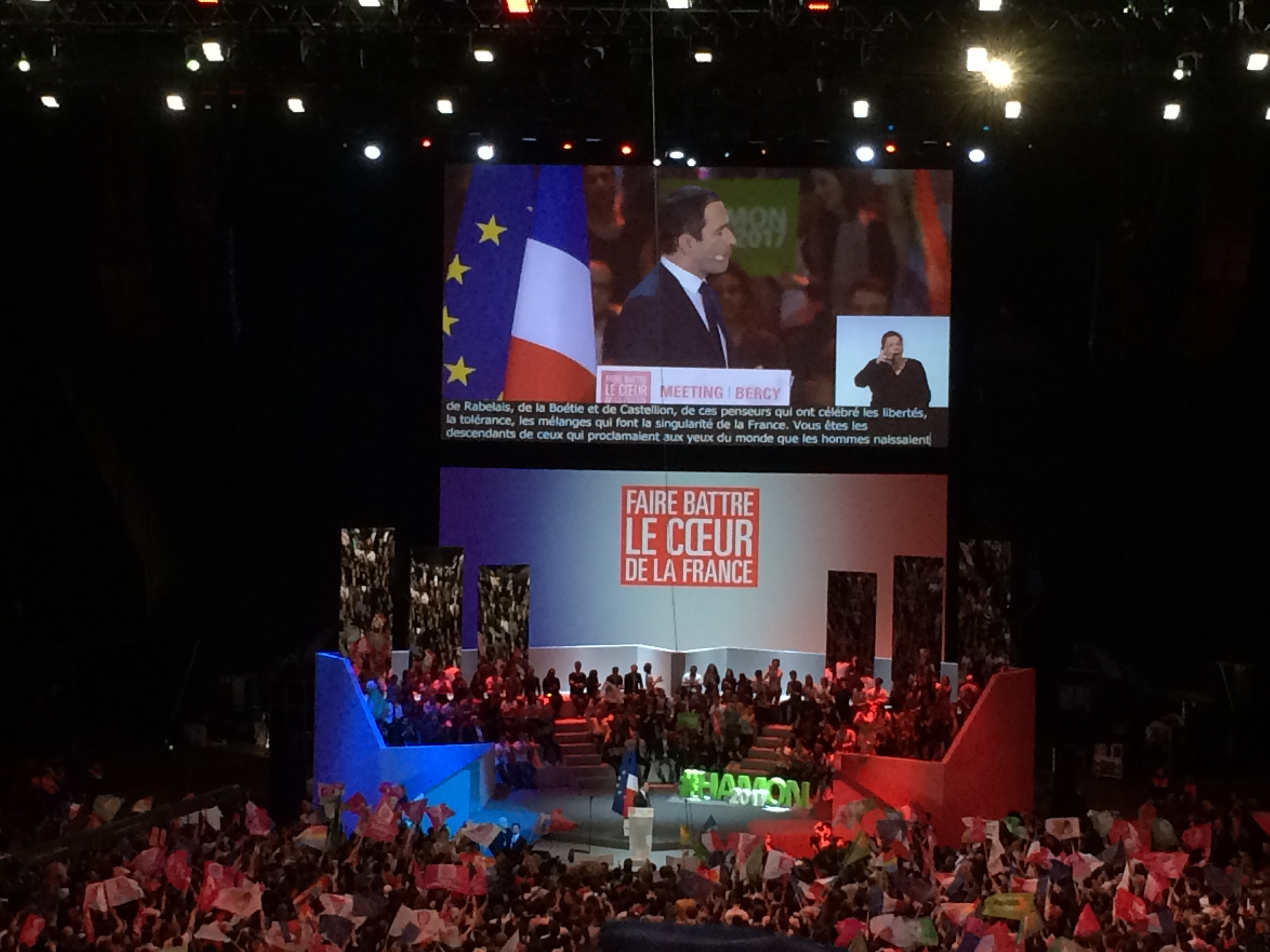
Míting d'Hamon a París
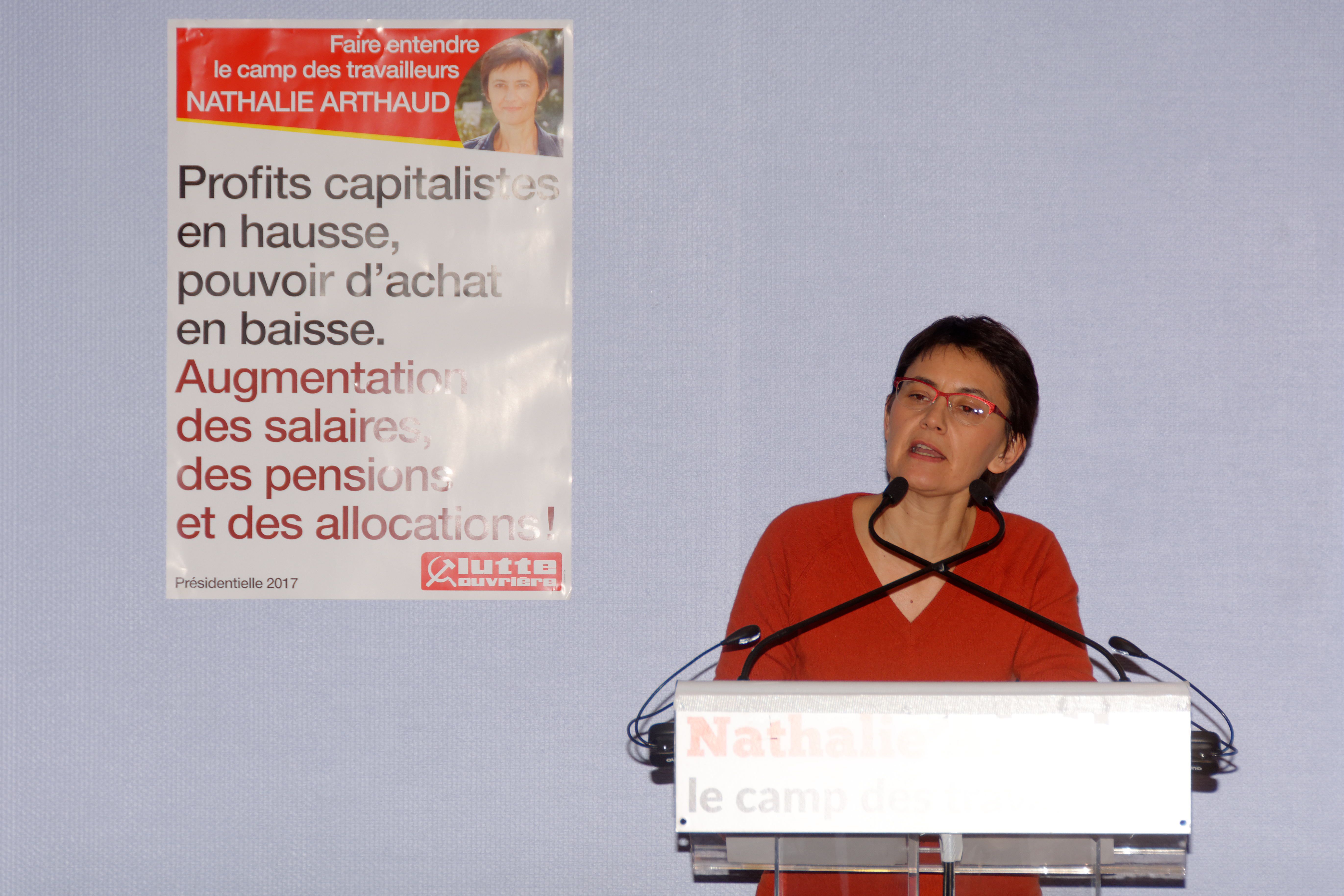
Arthaud, a Belfort
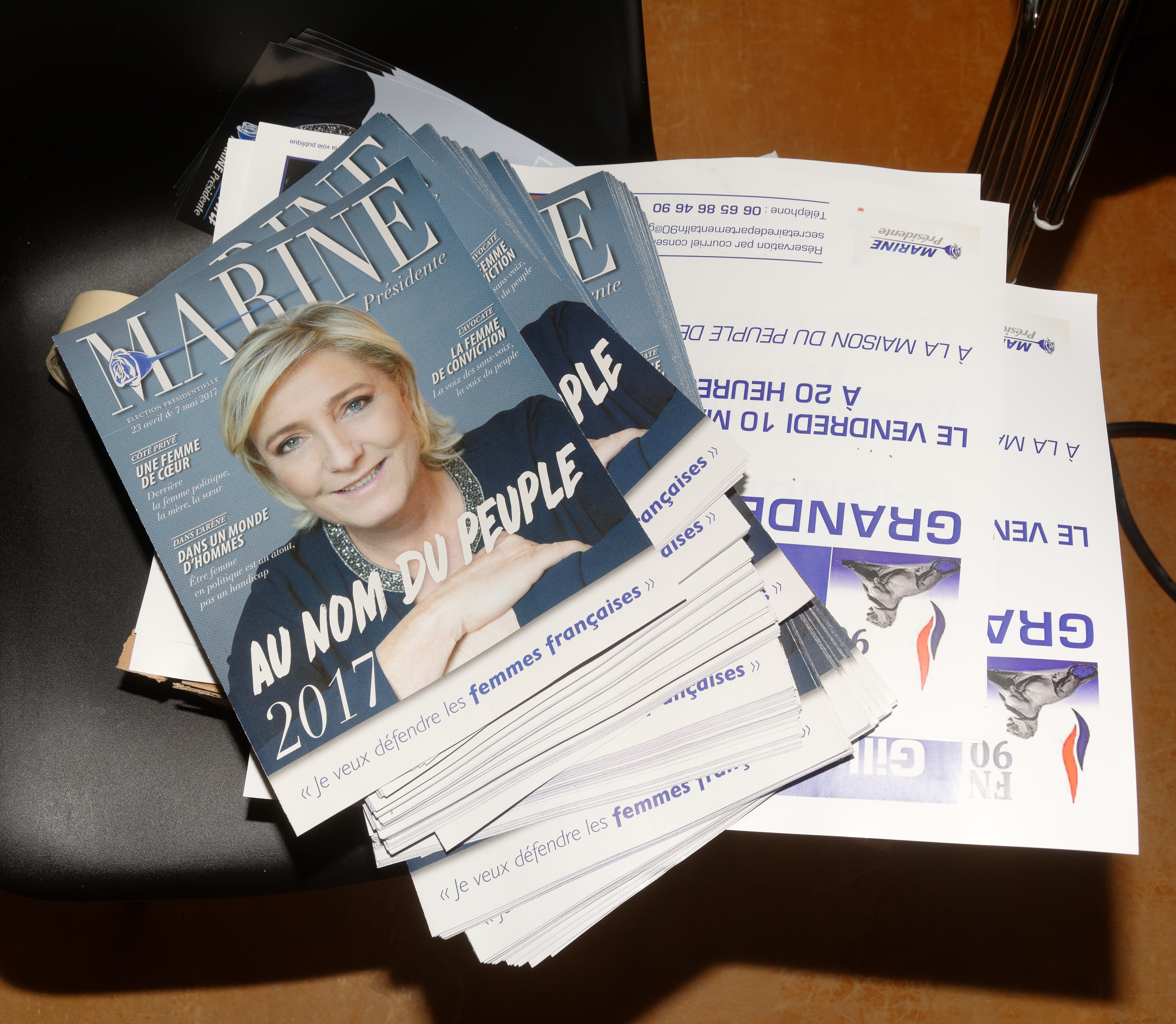
Propaganda del FN